# Енхалон
Енхалон (на латински: Enhallon) е древен град на Охридското езеро, вероятно днешен Струга.
Градът е основан от илирийското племе Енхелейци през VIII–VII век пр. Хр.
През 334 г. пр. Хр. Енхалон е превзет от Филип II Македонски. До 148 г. пр. Хр. е към Македония и е превзет от римляните. През римско време до града минава Виа Игнация (Виа Егнация).